# عالم الأحذية
عالم الأحذية هو مسلسل رسوم متحركة بريطاني يتكون من 52 حلقة عرض لأول مرة بين عامي 1987-1988 وتمت دبلجة المسلسل للغة العربية.

## روابط خارجية
- The Shoe People at فيس بوك
- عالم الأحذية على موقع IMDb (الإنجليزية)
- عالم الأحذية على موقع كينوبويسك (الروسية)
- عالم الأحذية على موقع قاعدة بيانات الفيلم (الإنجليزية)